# رجب أباد (حومة دشتستان)
رجب أباد (بالفارسية: رجب‌آباد) هي قرية تقع في إيران في منطقة مركزية ريفية.